# 劍湖 (劍川縣)
剑湖位于中国云南省大理白族自治州剑川县，海拔2180米，东北高西南低，湖水经海门口注入澜沧江。
位于剑湖出水口的海门口遗址是目前中国发现的最大的干栏式建筑聚落遗址，被列为2008年全国十大考古新发现。